# دانی پلاز
دانی پلاز (انگلیسی: Dani Peláez؛ زادهٔ ۴ آوریل ۱۹۸۶) بازیکن فوتبال اهل اسپانیا است.
از باشگاه‌هایی که در آن بازی کرده‌است می‌توان به باشگاه فوتبال مالاگا اشاره کرد.